# Калюжний Віктор Михайлович
Ві́ктор Миха́йлович Калю́жний (нар. 26 жовтня 1934, Львівські Отруби) — український радянський комбайнер, новатор сільськогосподарського виробництва.

## Біографія
Народився 26 жовтня 1934 року в селі Львівських Отрубах (тепер Бериславський район Херсонської області, Україна). З 1956 року працював комбайнером радгоспу «Україна» Бериславського району. Член КПРС з 1964 року. 
В 1973 році намолотив комбайном «Колос» 15 107 ц зерна. У 1975 році очолений ним перший у Херсонській області комплексний збиральний загін (5 комбайнів СК-4 і 1 — «Колос») скосив і обмолотив зернові з 1105 га за 120 робочих годин, а сам комбайном «Колос» намолотив 20 888 ц зерна, в 1978 році за сезон намолотив 21 970 ц (небувалий на той час показник). 
Обирався делегатом XXIV з'їзду Компартії України. Автор книги «Четверть века за штурвалом» Київ: Урожай, 1986.

## Відзнаки
- Герой Соціалістичної Праці з 1973 року;
- Нагороджений двома орденами Леніна, орденом Трудового Червоного Прапора.